# Grablaugken
Grablaugken, 1938 bis 1945: Grabfelde, litauisch Grablaukiai, ist ein verlassener Ort im Rajon Krasnosnamensk der russischen Oblast Kaliningrad.
Die Ortsstelle befindet sich an der Grenze zu Litauen drei Kilometer nordnordöstlich von Pobedino (Schillehnen/Schillfelde) an der Scheschuppe. Die Südgrenze der ehemaligen Gemeinde bildet der kleine Fluss Osjornaja (dt. See-Graben).

## Geschichte

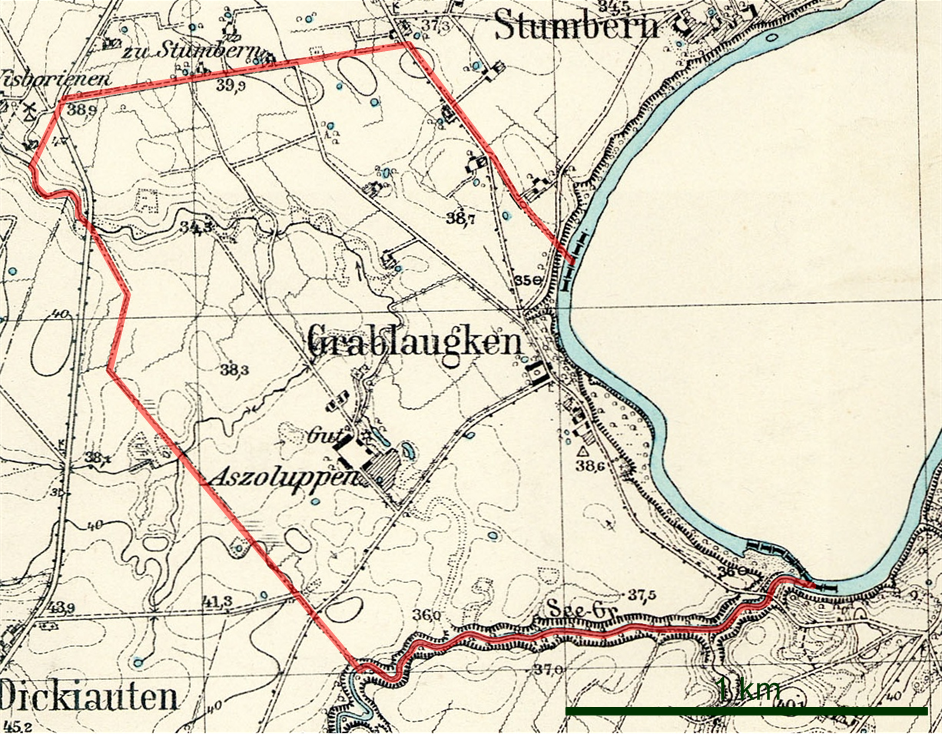
Die Landgemeinde Grablaugken auf einem Messtischblatt von 1927

Der Ort wurde 1745 gegründet. Um 1780 war Grablaucken ein königliches Dorf. 1857 wurde die kölmische Besitzung Ascholuppen (s. u.) in die Landgemeinde Grablaugken im Kreis Pillkallen eingegliedert. 1874 kam die Landgemeinde Grablaugken zum neu gebildeten Amtsbezirk Wisborienen. 1938 wurde Grablaugken in Grabfelde umbenannt. 1945 kam der Ort in Folge des Zweiten Weltkrieges mit dem nördlichen Ostpreußen zur Sowjetunion. Einen russischen Namen erhielt er nicht mehr.

### Einwohnerentwicklung
| Jahr | Einwohner | Bemerkungen                                                   |
| ---- | --------- | ------------------------------------------------------------- |
| 1867 | 102       |                                                               |
| 1871 | 93        | davon in Aszoluppen 26                                        |
| 1885 | 85        | davon in Aszoluppen 28                                        |
| 1905 | 73        | davon in Aszoluppen 26, davon insgesamt 12 litauischsprachige |
| 1910 | 70        |                                                               |
| 1933 | 76        |                                                               |
| 1939 | 71        |                                                               |

### Aszoluppen
Die Gründung von Aszuluppen, das in der Folge auch Aschaluppen genannt wurde, war im Jahr 1688. Um 1780 war Aszoulluppen ein kölmisches Gut. 1857 kam Aszoluppen zur Landgemeinde Grablaugken. Dort wurde ab 1938 der Name des Ortsteils nicht mehr verwendet.

## Kirche
Grablaugken/Grabfelde mit Aszoluppen gehörte zum evangelischen Kirchspiel Schillehnen. Die katholische Minderheit (1905: 3 von 73 Bewohnern) war bis 1930 in Bilderweitschen und dann in Schillehnen eingepfarrt.

## Söhne und Töchter des Ortes
- Paul Samel (1877–1962), Geodät, Photogrammeter und Hochschullehrer